# 軍艦鳥
军舰鸟科（學名：Fregatidae）在鸟类全基因组测序分类系统上是鲣鸟目中的一个科，其下有军舰鸟属一属的五种：
- 丽色军舰鸟 Fregata magnificens
- 阿岛军舰鸟 Fregata aquila
- 白腹军舰鸟 Fregata andrewsi
- 黑腹军舰鸟 Fregata minor
- 白斑军舰鸟 Fregata ariel

军舰鸟中文名较为混乱，黑腹军舰鸟也称「大军舰鸟」或「小军舰鸟」，而「小军舰鸟」又可以指白斑军舰鸟，故本文不采用大小命名。
此外，還有一属已滅絕的始新世军舰鸟，学名为Limnofregata，该属军舰鸟生活在淡水环境，不同于生活在海洋环境中的现代的军舰鸟。